# Cubatyphlops
Cubatyphlops – rodzaj węży z podrodziny Typhlopinae w rodzinie ślepuchowatych (Typhlopidae).

## Zasięg występowania
Rodzaj obejmuje gatunki występujące na Bahamach, Kubie i Kajmanach.

## Systematyka

### Etymologia
Cubatyphlops: nowołac. cubanus „kubański, z Kuby”; gr. τυφλωψ tuphlōps, τυφλωπος tuphlōpos „ślepy wąż”.

### Podział systematyczny
Takson wyodrębniony z rodzaju Typhlops. Do rodzaju należą następujące gatunki:
- Cubatyphlops anchaurus
- Cubatyphlops anousius
- Cubatyphlops arator
- Cubatyphlops biminiensis
- Cubatyphlops caymanensis
- Cubatyphlops contorhinus
- Cubatyphlops epactius
- Cubatyphlops golyathi
- Cubatyphlops notorachius
- Cubatyphlops paradoxus
- Cubatyphlops perimychus
- Cubatyphlops satelles